# كريستين تشن
كريستين تشن (بالإنجليزية: Christine Chen)‏ هي صحفية أمريكية، ولدت في 1968 في سان فرانسيسكو في الولايات المتحدة.

## وصلات خارجية
- الموقع الرسمي